# Греч (комуна, Тулча)
Греч (рум. Greci) — комуна у повіті Тулча в Румунії. До складу комуни входить єдине село Греч.
Комуна розташована на відстані 188 км на північний схід від Бухареста, 44 км на захід від Тулчі, 117 км на північ від Констанци, 30 км на південний схід від Галаца.

## Населення
За даними перепису населення 2002 року у комуні проживали 5508 осіб.
Національний склад населення комуни:
| Національність   | Кількість осіб | Відсоток |
| ---------------- | -------------- | -------- |
| румуни           | 5409           | 98,2%    |
| італійці         | 90             | 1,6%     |
| цигани           | 4              | 0,1%     |
| серби            | 2              | < 0,1%   |
| українці         | 1              | < 0,1%   |
| росіяни-липовани | 1              | < 0,1%   |
| хорвати          | 1              | < 0,1%   |

Рідною мовою назвали:
| Мова       | Кількість осіб | Відсоток |
| ---------- | -------------- | -------- |
| румунська  | 5436           | 98,7%    |
| італійська | 68             | 1,2%     |
| сербська   | 2              | < 0,1%   |
| українська | 1              | < 0,1%   |
| російська  | 1              | < 0,1%   |

Склад населення комуни за віросповіданням:
| Релігія       | Кількість осіб | Відсоток |
| ------------- | -------------- | -------- |
| православні   | 5391           | 97,9%    |
| римо-католики | 108            | 2,0%     |
| п'ятдесятники | 6              | 0,1%     |
| баптисти      | 1              | < 0,1%   |
| старообрядці  | 1              | < 0,1%   |
| лютерани      | 1              | < 0,1%   |

## Зовнішні посилання
- Дані про комуну Греч на сайті Ghidul Primăriilor